# 不動院 (東京都北区)
不動院（ふどういん）は、東京都北区にある真言宗豊山派の寺院。

## 概要
江戸時代初期、海善または意信によって開山された。
境内には、数多くの石仏が置かれている。また開山時期を反映して江戸時代初期に遡る墓がある。

## 交通アクセス
- 西ケ原駅より徒歩5分。